# Хар (Минхен)
Хар (њем. Haar) општина је у њемачкој савезној држави Баварска. Једно је од 29 општинских средишта округа Минхен. Према процјени из 2010. у општини је живјело 19.025 становника. Посједује регионалну шифру (AGS) 9184123.

## Географски и демографски подаци
Хар се налази у савезној држави Баварска у округу Минхен. Општина се налази на надморској висини од 542 метра. Површина општине износи 12,9 km². У самом мјесту је, према процјени из 2010. године, живјело 19.025 становника. Просјечна густина становништва износи 1.475 становника/km².

## Међународна сарадња
| Мјесто | Држава  | Врста сарадње | Од    |
| ------ | ------- | ------------- | ----- |
| Арнтал | Италија | партнерство   | 1983. |
| Извор  |         |               |       |